# 水天同

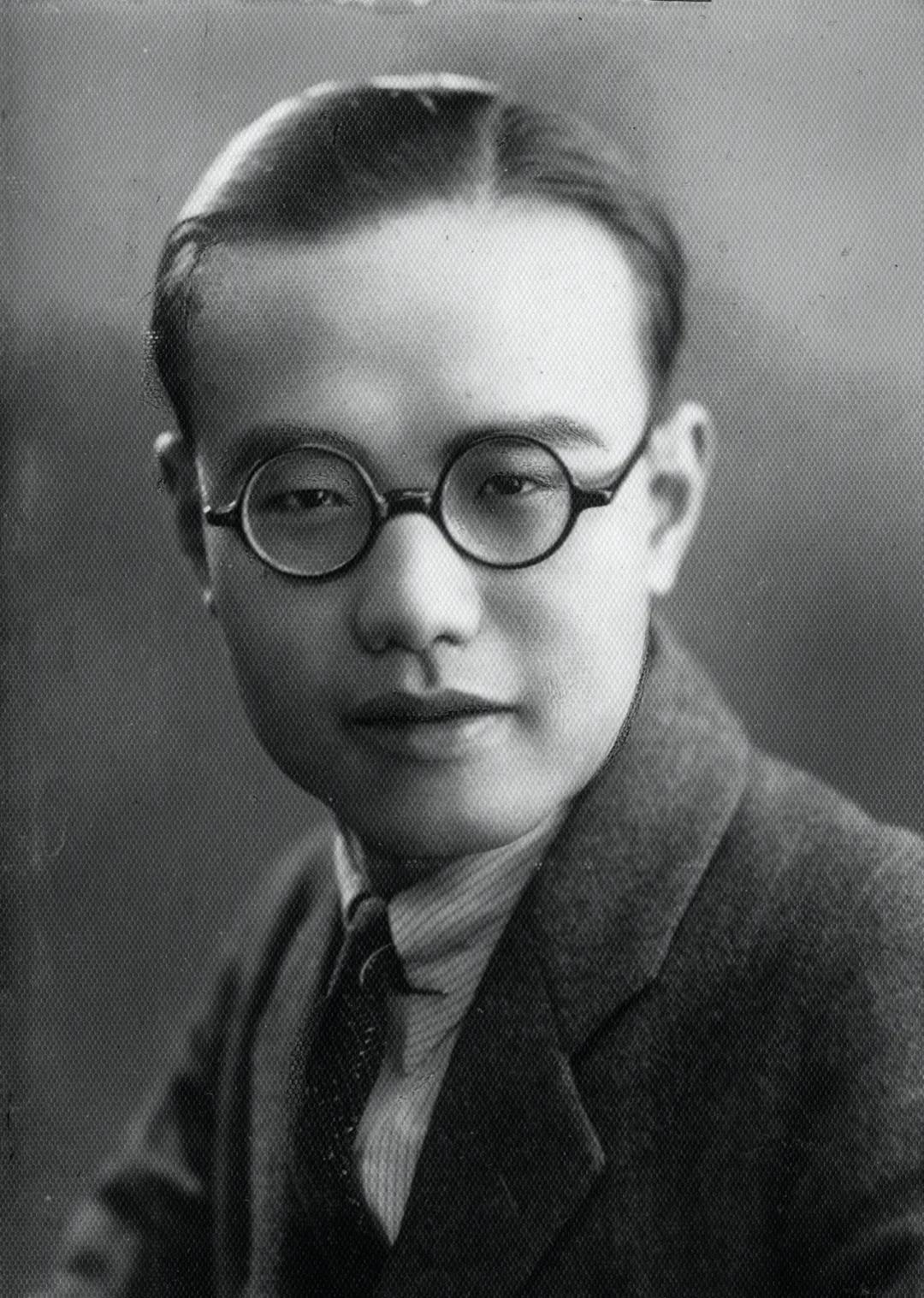
青年时期的水天堂

水天同（1909年2月6日—1988年10月1日），男，甘肃兰州人，中国英语语言学家、翻译家、莎士比亚研究者，曾任兰州大学文学院院长、教授，北京外国语学院教授，中国翻译协会名誉理事。

## 家庭
父亲水梓，生母王氏，继母高孝芳。弟水天明、水天浩、水天中、水天达、水天行，妹水天长、水天光。侄子水均益（水天明之子）。